# Senna dariensis
Senna dariensis är en ärtväxtart som först beskrevs av Nathaniel Lord Britton och Joseph Nelson Rose, och fick sitt nu gällande namn av Howard Samuel Irwin och Rupert Charles Barneby. Senna dariensis ingår i släktet sennor, och familjen ärtväxter.

## Underarter
Arten delas in i följande underarter:
- S. d. dariensis
- S. d. gatunensis
- S. d. hypoglauca
- S. d. smaragdina